# Абу Саїд Майхані

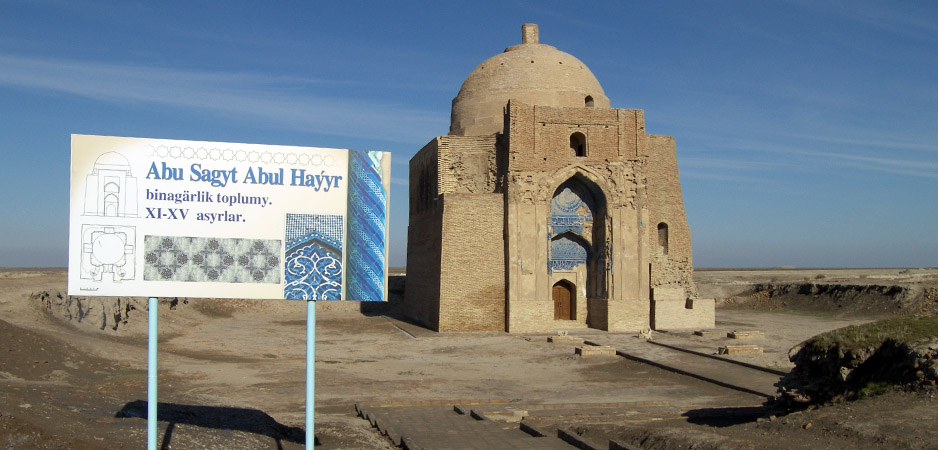
Мавзолей Абу Саїда Майхані (Мяне-баба).

Абу Саїд Фадлаллах ібн Абуль-Хайр Ахмад Майхані (перс. ابوسعید ابوالخیر, знаний як Абу Саїд Майхані; 967, Майхана — 1049, там же) — перський суфіст, один із творців хораської школи містицизму.

## Біографія
Народився 967 року в Майхані (нині — Меана, Туркменістан). Батько був аптекарем, пов'язаний з суфійськими колами. Під його впливом Майхані долучився до містичної практики. На одному з суфійських зборів був представлений поетові Абуль-Касіму Бішру ібн Ясіну (пом. 990 року), який став його першим наставником у суфізмі. Вірші Бішра ібн Ясіна Майхані часто цитував у своїх настановах і проповідях.
Юнаком вирушив до Мерва для здобуття знань. У Мерві протягом десяти років вивчав шафіїтське право під керівництвом Мухаммада аль-Хісрі (пом. між 983 і 1000 рр.) й Абдуллаха аль-Каффали (пом. 1026 року). Тлумачення Корану, хадісвознавство і калам Майхані вивчав у Серахсі у Захіра ібн Ахмада (пом. 999 року). Близько 997 року «божа людина» (дивані) Лукман Сарахсі привів його в суфійську обитель до Мухаммада ас-Сарахсі, який переконав його залишити богословські науки. Ас-Сарахсі дозволив йому повернутися в Майхану з наказом проголошувати зікр, повторюючи лише одне слово — «Аллах». Після повернення на батьківщину Майхані провів майже сім років у повному самітництві і до 1007 (або навіть більше — до 1016) практикував зікр в підвішеному положенні вниз головою під час 40-денного посту (чілла-йі ма'кус).
Першу суфійську хірку отримав у Нішапурі від рук знаменитого суфія Абу Абдуррахмана ас-Суламі (пом. 1021 року), а другу — в Амулі від Ахмада ібн аль-Кассаба. Другу половину свого життя Майхані провів як визнаний суфійський авторитет. Він проповідував як у своєму будинку в Майхані, так і у відокремленій келії (саума'а) на його околицях. Під час поїздок до Нішапуру проповідував в обителі кварталу Аданікубан.
Помер 1049 року в Майхані.

## Суфійська школа
Ввів у практику сема музику, танці та пісні еротичного змісту. Це викликало сувору критику на його адресу та різкі звинувачення у відступі від норм шаріату. Деякі богослови «правовірних» суфії навіть звинувачували його в зневірі (куфр). Незавершений ним хадж був розцінений як свідому зневагу сунни пророка Магомета. Висловлювання Майхані відрізнялися ексцентричністю та суперечливістю. Це дозволяє припустити, що йому були близькі ідеї прихильників школи Абу Язіда Бістамі. У суфійському середовищі прославився тим, що мав дар творити дива (карамат).
Відповідно до вчення маламатія Майхані вів боротьбу з власною гординею здійснюючи соціальне «служіння бідним» (збираючи милостиню, підмітаючи мечеті, очищуючи лазні та відхожі місця). Пізніше цей мотив був перенесений на захист інтересів і потреб своїх учнів, послідовників і жителів округу.
Створена Майхані місцева суфійська школа не набула широкого поширення. 1154 року вона повністю припинила своє існування. Цього року повсталі огузькі роди розорили весь Хорасан і загинуло 115 осіб з нащадків Абу Саїда Майхані.

## Кодекс норм
Майхані вважається першим суфійським шейхом, який розробив для своїх учнів, які жили в обителі, кодекс норм поведінки та правил гуртожитку. Правила гуртожитку в обителі складалися з 10 пунктів і згодом були доповнені характеристикою 10 обов'язкових якостей наставника та 10 необхідними рисами характеру для учня.

## Праці
Раніше його вважали автором трактатів «Аль-Масабіх», написаний арабською «Макамат-і арба'ін», написаний перською. Наразі доведено, що він не міг бути автором цих праць і приписуваних йому численних чотиривіршів (рубаят). Як свідчать біографи Майхані, покликаючись на його власні слова, віршів він ніколи не писав.

## Литература
- Прозоров С. М. (сост. и отв.ред.). Ислам на территории бывшей Российской империи. Энциклопедический словарь. Выпуск 1.
- Акимушкин О. Ф. Абу Саид Майхани // Ислам: энциклопедический словарь / С. М. Прозоров. — М — 315 с.
- Али Джамниа, Мухаммад. Байат, Можде. Под суфийским плащом. Истории об Абу Саиде и его мистические наставления. — М.: «Старклайт», 2002.
- Абу Саид Майхани // Литературная энциклопедия. — М
- Жуковский В. А. Жизнь и речи старца Абу. Санкт-Петербург, 1899.
- Жуковский В. А. Тайны единения с богом в подвигах старца Абу. Санкт-Петербург, 1899.